# Kosmos (roman)
Kosmos är en roman från 1965 av den polske författaren Witold Gombrowicz. Den utspelar sig i mellankrigstidens Zakopane dit två unga män har sökt sig över sommaren. Väl där upptäcker de en rad märkligheter, bland annat en död sparv som någon har hängt med en ståltråd, som de börjar att utreda. Boken var författarens sista roman. En svensk översättning av Stefan Ingvarsson gavs ut 2004.
Boken tilldelades det spanska litteraturpriset Premio Internacional 1967. En filmatisering i regi av Andrzej Żuławski hade premiär 2015.